# 異形人おに若丸
『異形人おに若丸』（いぎょうじんおにわかまる）とは、猿渡哲也による日本の漫画作品である。単行本は全4巻。全33話。『ビジネスジャンプ』（集英社）平成14年24号から平成16年8号まで連載された。

## ストーリー
28年前、岐阜県山中で飛行機事故が起きたが、紅蓮の炎とともに空海が妖怪を封じ込めるために張り巡らせた結界が破られた。そして現代、人間である立花一人の体内から妖の王・鬼若丸が出現。2人で一つの肉体を共有する立花一人と鬼若丸の前に、強敵「モモタロウ」が出現し、鬼と桃太郎の凄惨な戦いが始まる。そして武蔵坊弁慶と相対し、さらに安倍晴明が登場するなど、様々な謎が次々と明かされていく。

## 主な登場人物
立花一人（たちばな ひとり）
主人公。純真無垢な青年で、その体内には鬼若丸が棲み、2人でひとつの肉体を共有している。ために鬼若丸の霊を狙う妖怪から追われる羽目になる。
鬼若丸（おにわかまる）
1200年前に妖の王として君臨するが、弘法大師空海に封じ込められる。28年前の飛行機事故によりその結界が崩壊し、現代に蘇った。
立花ユキ（たちばな ユキ）
一人の妻。夫をこよなく愛する。鬼若丸の存在を知りながらも驚きも恐怖も見せない肝の据わった気丈で不思議な女性。
弘法大師空海（こうぼうだいし くうかい）
最強の僧侶。持前の凄まじい法力で1200年前に鬼若丸を封じる。立花一人の肉体を500人の死体から創造し、鬼若丸の霊を封じ込めた。
闇空法師（あんくう ほうし）
空海の名を騙り、妖怪を従えて鬼若丸の霊を狙う悪霊鬼。
武蔵坊弁慶（むさしぼう べんけい）
幼名は鬼若丸。父親に3度殺されて人間不信となる。しかし立花一人の生き様にほだされて鬼でありながら人間としての誇りを貫こうとする。源義経（牛若丸）は弁慶の稚児。
安倍晴明（あべの せいめい）
史上最強の陰陽師。実は異形人（マレヒト）。闇空法師として幽冥界からの復活を企てていたが、武蔵坊弁慶の裏切りによりその正体を現した。鬼若丸と空海の霊を得て、完全無欠の異形人として人間界支配を狙う。

## 単行本
- 猿渡哲也『異形人おに若丸』 集英社（ヤングジャンプ・コミックス）、全4巻
  1. 2003年5月24日発行、2003年5月19日発売 変形 ISBN 4-08-876454-4
  2. 2003年9月24日発行、2003年9月19日発売 新桃太郎伝説 ISBN 4-08-876505-2
  3. 2004年1月24日発行、2004年1月19日発売 安倍晴明 ISBN 4-08-876561-3
  4. 2004年5月24日発行、2004年5月19日発売 哀しみは希望に変わる ISBN 4-08-876613-X